# Tucuruí
Tucuruí är en stad och kommun i norra Brasilien och ligger i delstaten Pará. Kommunens befolkning uppgick år 2014 till cirka 105 000 invånare. Tucuruí ligger strax norr om Lago Tucuruí, en stor kraftverksreservoar längs Tocantinsfloden med ett av världens största vattenkraftverk.